# Лоншаков, Григорий Иванович
Григорий Иванович Лоншаков (ум. 1690) — нерчинский сын боярский, русский дипломат, несколько раз встававший во главе дипломатических миссий к монголам.

## Биография
Впервые упоминается в 1674 году, когда он по поручению нерчинского воеводы П. Я. Шульгина отправляется к монголам для «животинного торгу». В этом же поручении ему было велено уговорить вернуться «Братских людей», изменивших царю. Оба поручения он выполнил.
В 1676 году был послан тем же воеводой на разведку серебряных месторождений, о которых сообщили местные жители. Серебро было обнаружено, и казаками было предложено поставить на том месте острог. В том же 1676 году служилые люди отстранили Шульгина от власти, и на время ожидания указов от царя во главе Нерчинского острога встали Лоншаков и дясятник И. И. Астраканцев.
В 1677—1678 годах Григорий Лоншаков на приказе в Нерчинском остроге.
В 1678 году Лоншаков назначен приказным Албазинского острога, кем и являлся до 1684 года, когда его сменил на посту А. Л. Толбузин, ставший первым и последним воеводой Албазинского уезда.
В июле 1679 года отправил отряд казаков во главе с Г. Фроловым к рекам Зее и Селемже, где они основали Селенбинский острог.
В июне 1683 года должен был по наказу Нерчинского воеводы Воейкова быть направлен во главе отряда казаков на поиски Серебряной руды к «старым копям» на реке Аргунь, но из-за угрозы нападения на Нерчинские остроги монгольских тайшей поход не состоялся.
В июне 1684 года отправлен новым воеводой Нерчинска И. Е. Власовым во главе партии казаков к Аргуни, для того, чтобы «каменье выломать и дойтить до самых рудных жил, и взять той руды» 100 пудов, образцы которой были высланы в сибирский приказ.
В 1685 году назначен приказчиком Теленбинского острога, который в те времена был единственным местом в Восточном Забайкалье, где добывали железную руду и выплавляли железо. К тому времени Лоншаков уже примерно десять лет занимался разведкой серебряных месторождений. В 1690 году отправляется с дипломатической миссией в Пекин по делу переноса Аргунского острога на другое место. Лоншаковым также была предпринята попытка вернуть на родину русских и бурятских пленников. Бурятских и иных ясачных людей ему отдали, русских же пленников оставили. Вместе с этой миссией в Китай прибыл караван. Вернулся в Нерчинск Лоншаков лишь 6 сентября 1690 года.
Умер по пути в Москву.